# Lavatory Madeleine
Koordinaten: 48° 52′ N, 2° 19′ O
Die Lavatory Madeleine sind öffentliche Toiletten am Place de la Madeleine in Paris im 8. Arrondissement.

## Geschichte

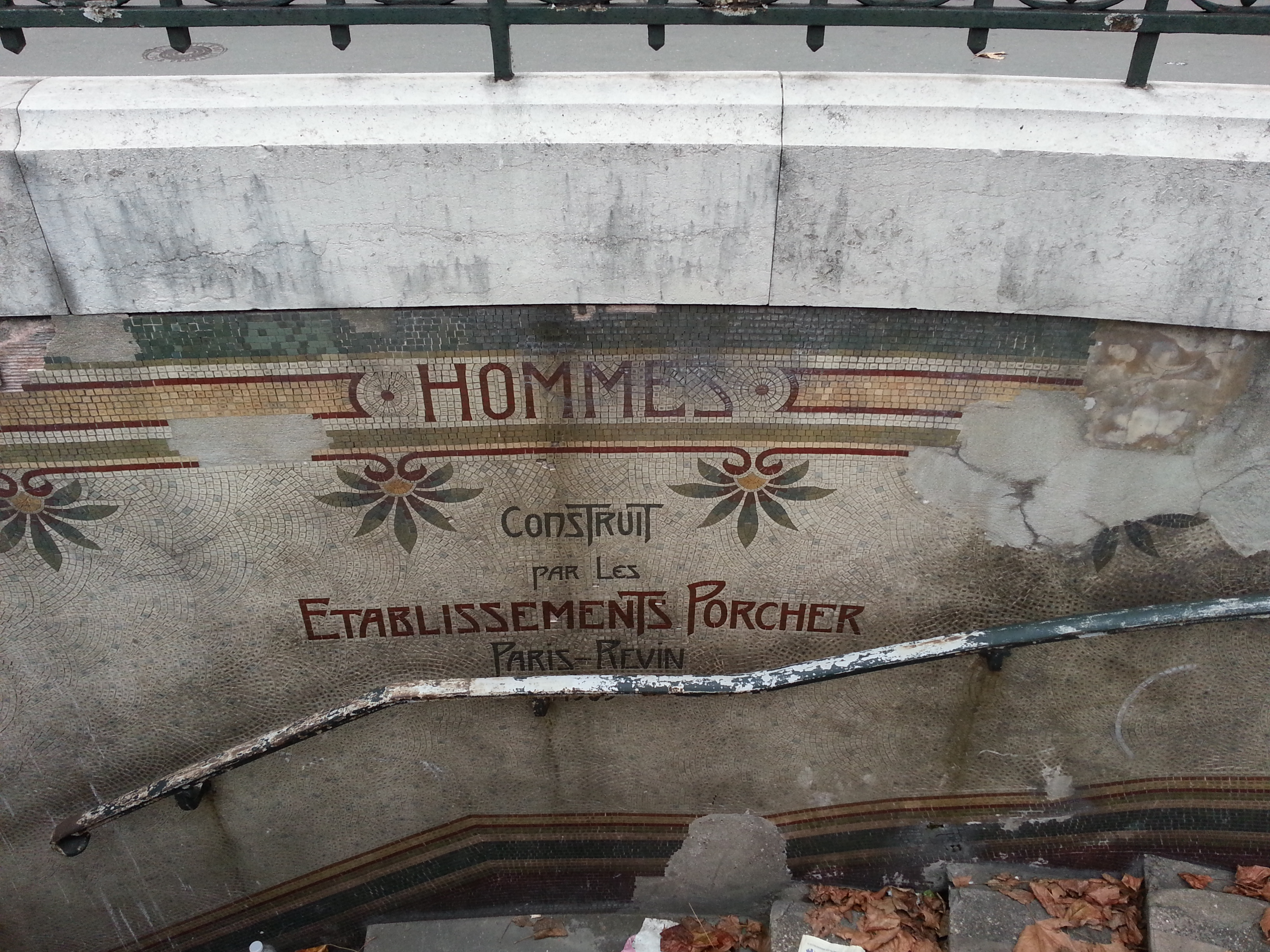
Mosaik am Eingang

Diese Bedürfnisanstalt wurde 1905 von der Firma Porcher nach einer Vorlage der lavatories gebaut, wie sie seit 1880 in England bestanden. Es handelte sich dabei um den ersten Nachbau in Frankreich. Die Baumeister achteten auf gutes Material: Mahagoni-Lack für Türen und Holzarbeiten, Glasfenster, Keramik mit Motiven, Mosaik, Messing-Armaturen etc. Hier stand auch der Stuhl eines Schuhputzers.
Die Anlage war zunächst dreigeteilt (WC für Männer, WC für Frauen, Wärterloge). 1990 wurde die Damentoilette umgestaltet und ein Urinal angegliedert. Die Herrentoilette wurde zu einer Telekommunikationstation umgerüstet.
Inès de la Fressange beschreibt den Ort in ihrem Führer La Parisienne folgendermaßen:

« ... Comme c'est rigolo ce saut dans le temps, cet effet de ressentir le Paris d'autrefois grâce à ce petit espace sanitaire bien plus authentique que de nombreux lieux touristiques »

„... Wie lustig ist dieser Sprung in die Vergangenheit, das Gefühl, das Paris von einst zu spüren, dank dieser kleinen Sanitäranlagen, die viel authentischer sind als viele touristische Orte.“

 Die umliegenden Geschäfte profitieren von den Touristen, die den Ort besuchen wollen.
Die Zugänge zur Damen- und Herrentoilette sind am 16. März 2011 in das Verzeichnis der Monument historique aufgenommen worden. Gegen den Widerstand des Bürgermeisters des 8. Arrondissement, der hier einen touristischen Schwerpunkt sah, wurde die Anstalt im Mai 2011 geschlossen. Die Stadtverwaltung nannte als Grund, dass die geringe Inanspruchnahme (350 Pers/Tag) die Kosten für einen Wärter nicht rechtfertigen; außerdem sei die Anlage nicht behindertengerecht.
Seit Februar 2023 ist die Toilette zwischen 10:00 und 18:00 wieder geöffnet.